# 마이다 브르호브니크

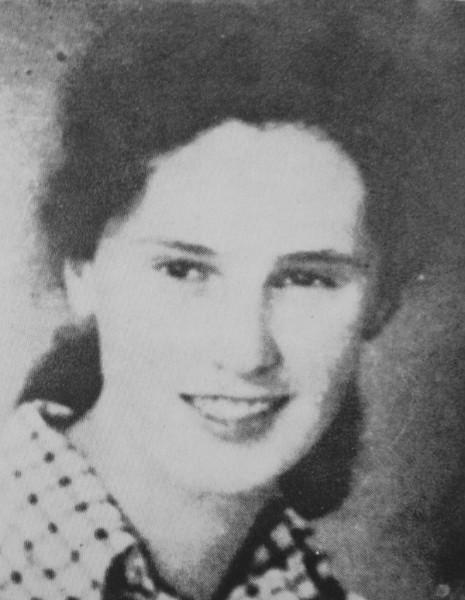
마이다 브르호브니크

마이다 브르호브니크(슬로베니아어: Majda Vrhovnik, 1922년 4월 14일 류블랴나 ~ 1945년 5월 4일 클라겐푸르트)는 슬로베니아의 의대생, 공산주의자이다.
류블랴나 대학교 의과대학 출신이며 슬로베니아 공산당 클라겐푸르트 지부의 당원으로 활동했다. 제2차 세계 대전 기간 동안에는 슬로베니아 민족해방전선 등의 조직에서 로이즈카(Lojzka)라는 가명을 사용하면서 간첩 행위 및 이적출판물 유통에 참여했다.
1945년 2월 28일 게슈타포에게 체포당하여 고문 끝에 같은 해 5월 4일에 총살당했다. 사후 유고슬라비아에서 유고슬라비아 인민영웅으로 추서되었으나, 그녀의 시체가 어떻게 되었는지, 어디에 묻혔거나 어떻게 처리되었는지는 아직까지 불명이다.